# Rimski most
Rimski mostovi, so mostovi, ki so jih zgradili stari Rimljani in so bile prve velike in trajne mostne konstrukcije. Rimski mostovi so bili zgrajeni iz kamna in osnovna konstrukcija pa je bil lok oziroma obok. Tudi prvi beton so Rimljani najprej uporabili za mostove.

## Tipologija
| Evropa           | 800 |
| ---------------- | --- |
| Italija          | 460 |
| Španija          | 142 |
| Francija         | 172 |
| Nemčija          | 130 |
| Velika Britanija | 129 |
| Portugalska      | 114 |
| Jugoslavija      | 113 |
| Švica            | 111 |
| Grčija           | 110 |
| Nizozemska       | 114 |
| Bolgarija        | 113 |
| Luxemburg        | 113 |
| Albanija         | 112 |
| Avstrija         | 112 |
| Belgija          | 112 |
| Romunija         | 112 |
| Madžarska        | 111 |

| Azija     | 174 |
| --------- | --- |
| Turčija   | 155 |
| Sirija    | 117 |
| Jordanija | 115 |
| Libanon   | 114 |
| Izrael    | 112 |
| Irak      | 111 |

| Afrika   | 157 |
| -------- | --- |
| Tunizija | 133 |
| Alžirija | 119 |
| Libija   | 115 |
| Skupaj   | 931 |

Kot pri obokih in kupolah, so Rimljani prvi v celoti uresničiti potencial loka za gradnjo mostov. 
Seznam rimskih mostov, ki jih inženir Colin O'Connor zbral obsega 330 kamnitih mostov za promet, 34 rimskih lesenih mostov in 54 rimskih mostov-akvaduktov, velik del še vedno stoji in se celo uporabljajo za promet vozil. Bolj popoln pregled je izdelal italijanski učenjak Vittorio Galliazzo, ki je našel 931 rimskih mostov, večinoma iz kamna, v kar 26 različnih državah (vključno nekdanji Jugoslaviji, glej desno tabelo). 
Rimski ločni mostovi so običajno polkrožni, nekateri pa so bili tudi segmentni (npr. most Alconétar). Segmentni lok je lok, ki je manj kot polkrog. Prednosti mostov s segmentnim lokom so, da omogoča pretok velikih količin poplavne vode, ki bi sicer most lahko odnesla. Na splošno, rimski mostovi kažejo klinast primarni ločni kamen (voussoirs) iste velikosti in oblike. Rimljani so zgradili tako mostove s posameznim lokom in dolge večločne mostove in akvadukte, kot so Pont du Gard in akvadukt v Segovii. Njihovi mostovi imajo že od zgodnjega obdobja dalje poplavne odprtine v opornikih, npr. Pons Fabricius v Rimu (62 pr. n. št.), eden najstarejših velikih mostov, ki še vedno stoji. Rimski inženirji so bili prvi in do industrijske revolucije edini, ki so gradili mostove iz betona, ki so ga imenovali Opus caementicium. Na površini so bili običajno prekriti z opeko ali klesanim kamnom, kot je most Alcántara.
Rimljani so uvedli tudi segmentne ločne mostove v mostne konstrukcije. 330 m dolg most Limyra v jugozahodni Turčiji ima 26 segmentnih lokov s povprečnim razmerjem razpetina-višina 5,3:1 , ki daje mostu nenavadno vodoravno krivuljo neprekosljivo že več kot tisočletje. Trajanov most čez Donavo je bil lesena palična konstrukcija iz segmetnih lokov (ki so stali na 40 m visokih betonskih stebrih). To naj bi bil za tisoč let  najdaljši ločni most, tako v smislu splošne dolžine kot razpona lokov, medtem ko je najdaljši obstoječ rimski most dolg 790 m, Puente Romano v Méridi.
Pozno romanski Karamagara most v Kapadokiji verjetno predstavlja najstarejši ohranjen most s koničastim lok. 

### Oblika lokov
Zgodnji rimski ločni mostovi, na katere je vplivala starodavna predstava o idealni obliki kroga, so imeli pogosto obliko celega kroga, saj se je kamniti lok nadaljeval pod zemljo. Tipičen primer je Pons Fabricius v Rimu. Kasneje so bili rimski masivni mostovi predvsem iz polkrožnih lokov ali v manjšem obsegu, iz segmentnih lokov.  Za kasnejše oblikovanje, kar kaže zgodnja, lokalna koncentracija v severovzhodni Italiji, a so bili razpršeni po celotnem imperiju, sta mostova Limyra in Alconétar ter Ponte San Lorenzo vzorčni primeri. Redkejše so številne druge oblike lokov, ki jih zaradi kasnejših deformacij ni mogoče izključiti. Pozno antični Karamagara most predstavlja zgodnji primer uporabe koničastega lokia.

### Značilnosti
- Mnogi mostovi so široki več kot 5 metrov
- Večina je v rahlem vzdolžnem naklonu
- Mnogi so  rustikalno izdelani
- Kamni so položeni izmenično: po dolžini in s krajšo ploskvijo navzven
- Kamni so povezani z lastovičjim repom ali kovinskimi mozniki
- Kamni imajo vdolbine za oprijem orodja

(Vir Trajana Arhivirano 2008-05-28 na Wayback Machine. - prizadevanje, da prepoznajo rimske mostove zgrajene v nekdanji Hispaniji]

## Primeri
Zgrajen leta 142 pred našim štetjem je Pons Aemilius, kasneje imenovan Ponte Rotto (porušen most), najstarejši rimski kamniti most v Rimu.
Največji rimski most je bil Trajanov most čez spodnjo Donavo, konstruiral ga je Apollodor iz Damaska, ki je bil več kot tisočletje najdaljši most, zgrajen v smislu celotne dolžine kot razpona loka. Večino časa je bil vsaj 2 metra nad nivojem reke.
Primer začasne graditve vojaških mostov sta dva Cezarjeva mostova čez Ren.

### Premostitev velikih rek
Rimski inženirji so zgradili kamnite ločne ali kamnite stebrne mostove preko vseh večjih rek svojega imperija, razen dveh: Evfrata, ki je bil na meji s tekmecem, iranskim imperijem in Nila, ki je bil premoščen šele leta 1902, ko zgradili britanski stari Asuanski jez.
Največji reki, na katerih so Rimljani zgradili masivne mostove, sta bili Donava in Ren, dve največji evropski reki zahodno od evrazijske stepe. Spodnjo Donavo sta prečkala vsaj dva (Trajanov most, Konstantinov most) ter srednji in spodnji Ren s štirimi različnimi mostovi (rimsko most v Mainzu, Cesarska mostova, rimski most v Koblenzu in rimski most v Kölnu). Na rekah z močnimi tokovi in za omogočanje hitrega premika vojske, so bili redno na voljo pontonski mostovi.  Zaradi izrazitega pomanjkanja evidenc o masivnih mostovih čez večje reke v predmoderni dobi se zdi, da so rimski neprekosljivi vse do 19. stoletja.

## Galerija
- Rimski most v Trierju, Nemčija
- Pont Julien v Apt, Francija
- Rimski most v Vaison-la-Romaine, Francija
- Pont Ambroix, Francija
- Ponte Sant'Angelo v Rimu, Italija
- Milvijski most v Rimu, Italija
- Ponte Pietra v Veroni, Italija
- Pons Aemilius v Rimu, Italija
- Puente de Alconétar, Španija
- Most Eurymedon pri Selgeju, Turčija
- Most Limyra, Turčija
- Pont de Pierre, dolina Aoste, Italija
- Most Severan, Turčija